# Autódromo Internacional de Termas de Río Hondo
El Autódromo Internacional de Termas de Río Hondo es un autódromo ubicado en las afueras de la ciudad homónima, a orillas del embalse homónimo, en la provincia de Santiago del Estero, Argentina.

## Historia
La construcción del autódromo se inició en 2007 y finalizó en mayo de 2008, y fue ejecutada por el gobierno provincial con un costo de 144 millones de pesos argentinos. Recibe anualmente a las principales categorías de automovilismo de velocidad del país, entre ellas el Turismo Carretera, el Súper TC 2000 y el Top Race.
Después del rediseño del diseñador italiano Jarno Zaffelli, Termas de Río Hondo ha albergado una fecha del Campeonato Mundial de Turismos y el Gran Premio de Argentina de Motociclismo del Campeonato Mundial de Motociclismo. El 2 de agosto de 2013, el circuito recibió una homologación de grado 2 por parte de la Federación Internacional del Automóvil, lo que lo terminó de declarar al autódromo como circuito de carácter internacional y lo que permite al autódromo recibir categorías internacionales de automovilismo, a excepción de la Fórmula 1.
El autódromo también se utilizó como campamento de etapa en el Rally Dakar.
También recibió a categorías argentinas como el Turismo Nacional, el Top Race NOA y TC 4000 Santafesino.

### Incendio en 2021
El 5 de febrero de 2021 se desató un incendio de gran magnitud que afectó a las instalaciones de la zona de boxes del autódromo. El fuego destruyó los boxes, la sala de prensa, de conferencia, de reuniones y las cabinas, mientras que la torre de control, el hospital y el museo no sufrieron daños. Aunque se desconocen oficialmente las causas del incendio, diferentes medios de comunicación indicaron que se produjo en la terraza del edificio, donde se estaban realizando trabajos de soldadura.

## Museo
En las instalaciones del autódromo se encuentra el Museo Del Automóvil Termas De Río Hondo. Entre otros automóviles, se exhibe un Benetton B196 de Fórmula 1.

## Ganadores

### Turismo Carretera

Trazado original del circuito usado en el periodo 2008-2012

| Fecha                    | Ganador              | Marca           | Equipo               |
| ------------------------ | -------------------- | --------------- | -------------------- |
| 11 de mayo de 2008       | Emanuel Moriatis     | Ford Falcon     | Lincoln Sport Group  |
| 3 de mayo de 2009        | José María López     | Torino Cherokee | HAZ Racing Team      |
| 13 de septiembre de 2009 | Christian Ledesma    | Chevrolet Chevy | JP Racing            |
| 9 de mayo de 2010        | Matías Rossi         | Chevrolet Chevy | Dole Racing          |
| 8 de mayo de 2011        | Leonel Pernía        | Chevrolet Chevy | JP Racing            |
| 13 de mayo de 2012       | Martín Basso         | Chevrolet Chevy | Dole Racing          |
| 19 de mayo de 2013       | Mauro Giallombardo   | Ford Falcon     | Lincoln Sport Group  |
| 1 de junio de 2014       | Facundo Ardusso      | Dodge Cherokee  | Lincoln Sport Group  |
| 11 de julio de 2015      | Agustín Canapino     | Chevrolet Chevy | Jet Racing           |
| 12 de julio de 2015      | Juan Marcos Angelini | Dodge Cherokee  | UR Racing            |
| 21 de mayo de 2016       | Facundo Ardusso      | Dodge Cherokee  | JP Racing            |
| 22 de mayo de 2016       | Mariano Werner       | Ford Falcon     | Werner Competición   |
| 27 de agosto de 2017     | Mariano Werner       | Ford Falcon     | Werner Competición   |
| 10 de junio de 2018      | Emanuel Moriatis     | Ford Falcon     | Martinez Competición |
| 16 de junio de 2019      | Valentín Aguirre     | Dodge Cherokee  | JP Carrera           |
| 8 de mayo de 2022        | Santiago Mangoni     | Chevrolet Chevy | JP Carrera           |
| 21 de mayo de 2023       | Otto Fritzler        | Ford Falcon     | Moriatis Competición |
| 12 de mayo de 2024       | Valentín Aguirre     | Chevrolet Chevy | Canning Motorsport   |

### TC 2000
| Año                      | Piloto                         | Automóvil         | Equipo               |
| ------------------------ | ------------------------------ | ----------------- | -------------------- |
| 21 de septiembre de 2008 | Matías Rossi                   | Renault Megane II | Renault Lo Jack Team |
| 14 de junio de 2009      | Omar Martínez - Mariano Altuna | Fiat Linea        | Fiat Pro Racing      |
| 18 de julio de 2010      | Leonel Pernía                  | Honda Civic VIII  | Equipo Petrobras     |
| 17 de julio de 2011      | Guido Falaschi                 | Renault Fluence   | Sport Team           |

### Súper TC2000

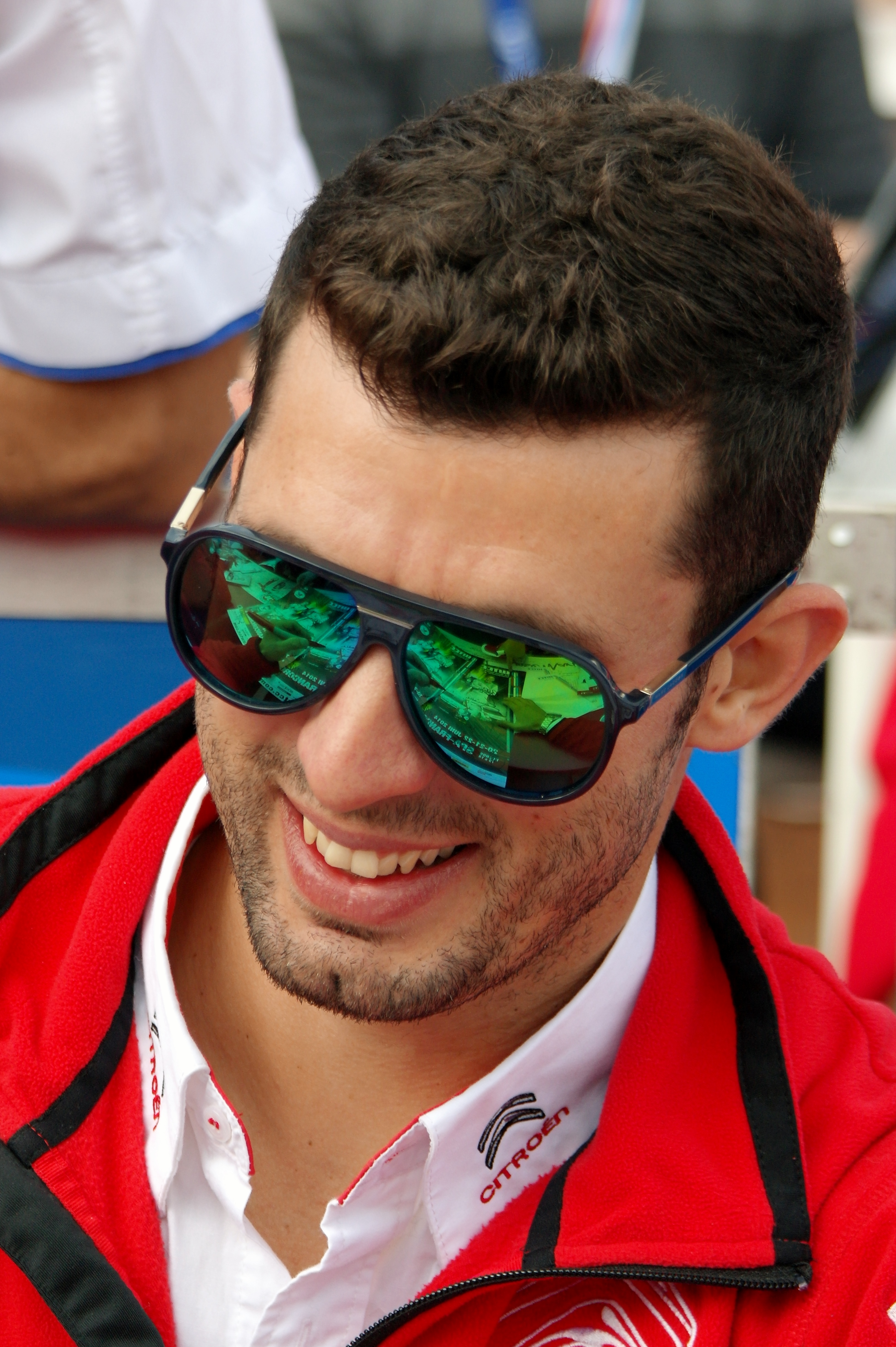
José María López, ganador en 5 ocasiones en el WTCC, 1 en el TC2000, y 1 en Top Race V6.

| Año                   | Piloto             | Automóvil          | Equipo                                  |
| --------------------- | ------------------ | ------------------ | --------------------------------------- |
| 19 de julio de 2013   | Leonel Pernía      | Renault Fluence    | Renault Lo Jack Team                    |
| 26 de octubre de 2014 | Fabián Yannantuoni | Renault Fluence    | Renault Lo Jack Team                    |
| 7 de junio de 2015    | Christian Ledesma  | Renault Fluence    | Renault Sport - Sportteam               |
| 19 de junio de 2016   | Fabián Yannantuoni | Peugeot 408        | Team Peugeot Total Argentina            |
| 10 de junio de 2017   | Agustín Canapino   | Chevrolet Cruze II | Equipo Chevrolet YPF Pro Racing Group   |
| 11 de junio de 2017   | Esteban Guerrieri  | Citroën C4 Lounge  | Citroën Total Racing Súper TC 2000 Team |

### Campeonato Mundial de Turismos
| Año  | Piloto            | Automóvil            | Equipo                |
| ---- | ----------------- | -------------------- | --------------------- |
| 2013 | Yvan Muller       | Chevrolet Cruze 1.6T | RML                   |
| 2013 | José María López  | BMW 320 TC           | Wiechers-Sport        |
| 2014 | José María López  | Citroën C-Elysée     | Citroën Total WTCC    |
| 2014 | José María López  | Citroën C-Elysée     | Citroën Total WTCC    |
| 2015 | José María López  | Citroën C-Elysée     | Citroën Total WTCC    |
| 2015 | Sebastien Loeb    | Citroën C-Elysée     | Citroën Total WTCC    |
| 2016 | Tom Chilton       | Citroën C-Elysée     | Sébastien Loeb Racing |
| 2016 | José María López  | Citroën C-Elysée     | Citroën Racing        |
| 2017 | Yann Ehrlacher    | Lada Vesta WTCC      | RC Motorsport         |
| 2017 | Norbert Michelisz | Honda Civic WTCC     | Honda Racing Team JAS |

### Top Race V6
| Año  | Piloto                      | Automóvil            | Equipo            |
| ---- | --------------------------- | -------------------- | ----------------- |
| 2009 | Mariano Altuna              | Mercedes-Benz C-203  | Máximo Sport      |
| 2010 | Agustín Canapino            | Mercedes-Benz C-203  | Sportteam         |
| 2011 | Juan Bautista De Benedictis | Mercedes-Benz C-203  | Tauro Guidi Team  |
| 2013 | José María López            | Ford Mondeo III      | PSG-16 Team       |
| 2014 | Agustín Canapino            | Mercedes-Benz C-204  | Sportteam         |
| 2015 | Agustín Canapino            | Mercedes-Benz C-204  | Midas Racing Team |
| 2016 | Franco Girolami             | Mitsubishi Lancer GT | GF Racing         |

### Campeonato Mundial de Motociclismo
| Año  | Moto3              | Moto2               | MotoGP           | Reporte |
| ---- | ------------------ | ------------------- | ---------------- | ------- |
| 2014 | Romano Fenati      | Esteve Rabat        | Marc Márquez     | Carrera |
| 2015 | Danny Kent         | Johann Zarco        | Valentino Rossi  | Carrera |
| 2016 | Khairul Idham Pawi | Johann Zarco        | Marc Márquez     | Carrera |
| 2017 | Joan Mir           | Franco Morbidelli   | Maverick Viñales | Carrera |
| 2018 | Marco Bezzecchi    | Mattia Pasini       | Cal Crutchlow    | Carrera |
| 2019 | Jaume Masiá        | Lorenzo Baldassarri | Marc Márquez     | Carrera |
| 2022 | Sergio García      | Celestino Vietti    | Aleix Espargaró  | Carrera |
| 2023 | Tatsuki Suzuki     | Tony Arbolino       | Marco Bezzecchi  | Carrera |
| 2025 | Ángel Piqueras     | Jake Dixon          | Marc Márquez     | Carrera |